# Hélène Hillion-Guillemin
Hélène Hillion-Guillemin (* 2. Januar 1969 in Pontivy) ist eine ehemalige französische Fußballspielerin. In ihrer Karriere hat sie sechs nationale Meistertitel gewonnen.

## Vereinskarriere
Über den Werdegang Hillion-Guillemins als Jugendliche ist wenig bekannt; spätestens mit 18 Jahren kam die Abwehrspielerin zum damaligen französischen „Serienmeister“ VGA Saint-Maur. Dort brachte sie es anfangs zwar nur auf wenige Einsätze in den Meisterschafts-Endrunden – eine einheitliche landesweite Liga wurde erst 1992 geschaffen –, aber sie gewann schon 1988 ihren ersten Titel, stand, unter anderem an der Seite von Sandrine Roux und Spielertrainerin Élisabeth Loisel, auch in der Endspielelf und wurde zudem unmittelbar danach zur Nationalspielerin. 1990, nach der zweiten gewonnenen Meisterschaft (diesmal ohne eigenen Einsatz im Finale), wechselte die Bretonin zu Juvisy FCF; mit diesem Frauenverein war sie bis zur relativ frühen Beendigung ihrer Leistungssport-Laufbahn (1998) vier weitere Male in der Division 1 erfolgreich.

## Die Nationalspielerin
Im Juli 1988 setzte der französische Nationaltrainer Aimé Mignot Hélène Hillion-Guillemin in einem Freundschaftsspiel gegen England zum ersten Mal in Frankreich A-Nationalteam ein. Ab ihrem vierten Länderspiel im März 1990 gehörte sie zum Stamm de Mannschaft. Auch nachdem diese sich für die Endrunde der Europameisterschaft 1997 qualifiziert hatte, nahm Mignot sie in sein endgültiges Aufgebot auf. Bei dem in Norwegen und Schweden ausgetragenen Turnier bestritt sie sämtliche drei Vorrundenspiele gegen Spanien, Russland und Co-Gastgeber Schweden. Dabei schieden die Französinnen lediglich aufgrund der minimal schlechteren Tordifferenz vorzeitig aus, und Hélène Hillion-Guillemin beendete anschließend ihre internationale Karriere.
Bis Juli 1997 hat sie insgesamt 62 Länderspiele für Frankreich bestritten, in denen ihr im Mai 1993 gegen Russland auch ein Treffer gelungen war. Dabei war es gegen Frauschaften aus dem deutschsprachigen Raum zu lediglich drei Begegnungen gekommen, allesamt gegen Deutschland, die jeweils mit einer deutlichen Niederlage geendet hatten: 0:2 im März 1991, 0:7 im September 1992 und 0:3 im März 1993.

## Palmarès
- Französische Meisterin: 1988, 1990, 1992, 1994, 1996, 1997
- 62 A-Länderspiele für Frankreich, ein Tor